# Andreï Malakhov
Andreï Nikolaïevitch Malakhov (en russe : Андре́й Никола́евич Мала́хов), né le 11 janvier 1972 à Apatity, dans l'oblast de Mourmansk, est un journaliste animateur vedette de la télévision russe. Il anime plusieurs émissions de la Première chaîne publique russe, spécialisées dans les tendances de la société, ainsi que des talk-shows. Depuis septembre 2012, il anime le talk-show Sevodnia vetcherom (Ce soir). Il est également le rédacteur en chef du magazine de presse écrite StarHit. Malakhov est une personnalité fameuse du show business russe.

## Biographie
Son père était géophysicien et sa mère puéricultrice, puis directrice d'un jardin d'enfants. Dans sa jeunesse, Andreï Malakhov étudie le violon dans une école secondaire de musique. Il termine en 1995 la faculté de journalisme de l'université Lomonossov de Moscou. Il fait ensuite un stage d'un an et demi à l'université du Michigan aux États-Unis. À la fin de ses études, il fait également des stages à la rubrique culture du journal Moskovskie novosti (Les Nouvelles de Moscou). Il est à l'époque proche du fondateur britannique de l'hebdomadaire Aficha (L'Affiche), équivalent moscovite de Pariscope. Il est ensuite l'auteur et le présentateur de l'émission Style sur Radio Maximum. En 1998, il donne des cours de journalisme à la faculté juridique de l'université d'État des sciences humaines de Russie.
En mai 2009, il présente les demi-finales du concours Eurovision de la chanson 2009, qui ont lieu à Moscou, avec le top-model Natalia Vodianova.
Il s'est marié en juin 2011 avec Natalia Chkouliova, fille du magnat de la presse Viktor Chkouliov, éditeur des magazines Elle, Première, Marie Claire, etc. en Russie. Fils Alexandre né 16 novembre 2017. Il est le parrain de baptême le 8 avril 2012 de la fille du chanteur Philipp Kirkorov, ancien époux d'Alla Pougatcheva.

## Liste des émissions
- Dobroïe outro (Bonjour, 1995-2001)

## Publications
Andreï Malakhov est l'auteur de deux romans populaires :
- Mes blondes préférées (Мои любимые блондинки), roman sur les mœurs télévisuelles d'aujourd'hui, 2006,  (ISBN 5-699-19786-9)
- Ma seconde moitié (Моя вторая половинка), roman-guide sur la façon de parvenir au succès), 2009,  (ISBN 978-5-699-36186-1)

## Filmographie
- 2007 : Kilomètre zéro (Нулевой километр) de Pavel Sanaïev (ru)